# Bella Heathcote
Isabella "Bella" Heathcote (Melbourne; 27 de mayo de 1987) es una actriz australiana conocida por haber interpretado a Amanda Fowler en la serie de televisión australiana Neighbours. En 2012 interpretó a Victoria Winters en la película del director Tim Burton Sombras tenebrosas y en 2016 apareció como Jane Bennett en Orgullo y prejuicio y zombis. Además, trabajó en las películas The Neon Demon y Cincuenta sombras más oscuras.

## Biografía
Nació en Melbourne, Australia, siendo su padre un abogado. Asistió a la Escuela de Chicas Korowa.
En 2008 se graduó de la National Theatre Drama School.
En mayo de 2010 fue galardonada con la Beca de Heath Ledger.

## Carrera
En diciembre de 2010 fue elegida para participar en la película de David Chase Not Fade Away.
En febrero de 2011 Tim Burton escogió a Heathcote para interpretar a Victoria Winters y a Josette du Pres en su adaptación al cine de Dark Shadows, la cual fue estrenada en 2012.
El 27 de septiembre de 2013 se estrenó el video musical de The Killers "Shot at the Night", en el cual Heathcote compartió pantalla con el actor Max Minghella.

## Filmografía

### Series de televisión
| Año  | Título                              | Personaje     | Notas        |
| ---- | ----------------------------------- | ------------- | ------------ |
| 2009 | Neighbours                          | Amanda Fowler | 8 episodios  |
| 2016 | The Man In The High Castle          | Nicole Dörmer | 8 episodios  |
| 2019 | Strange Angel                       | Susan Parsons | 10 episodios |
| 2022 | Pieces of Her (serie de televisión) | Andy Oliver   | 8 episodios  |

### Películas
| Año  | Título                           | Personaje                       | Notas                                                                                      |
| ---- | -------------------------------- | ------------------------------- | ------------------------------------------------------------------------------------------ |
| 2008 | Acolytes                         | Petra                           | Junto a Joel Edgerton, Michael Dorman, Sebastian Gregory y Hanna Mangan Lawrence           |
| 2010 | Beneath Hill 60                  | Marjorie Waddell                | Junto a Brendan Cowell, Alan Dukes, Steve Le Marquand, Gyton Grantley y Warwick Young      |
| 2010 | Glenn Owen Dodds                 | Julie                           | Cortometraje - Junto a David Wenham, Abe Forsythe y Anna Waters-Massey                     |
| 2011 | Meth to Madness                  | Jules                           | Cortometraje - Junto a Jeremy Bliss, Rueben Campbell y Penelope Mitchell                   |
| 2011 | In Time                          | Michele Weis                    | Junto a Cillian Murphy, Justin Timberlake, Amanda Seyfried, Johnny Galecki y Olivia Wilde  |
| 2012 | Not Fade Away                    | Grace Dietz                     | Junto a John Magaro, Jack Huston, Will Brill, Dominique McElligott y Gregory Perri         |
| 2012 | Dark Shadows                     | Victoria Winters/Josette Dupres | Junto a Johnny Depp, Michelle Pfeiffer, Helena Bonham Carter, Eva Green y Jonny Lee Miller |
| 2012 | Killing Them Softly              | -                               | Junto a Ben Mendelsohn                                                                     |
| 2014 | The Curse of Downers Grove       | Chrissie Swanson                | Junto a Kevin Zegers, Lucas Till y Helen Slater                                            |
| 2014 | The Rewrite                      | Karen                           | Junto a Marisa Tomei y Hugh Grant                                                          |
| 2016 | Orgullo y prejuicio y zombis     | Jane Bennet                     | Junto a Lily James y Sam Riley                                                             |
| 2016 | The Neon Demon                   | Gigi                            | Junto a Elle Fanning, Keanu Reeves y Christina Hendricks                                   |
| 2017 | Professor Marston & Wonder Women | Olive                           | Junto a Luke Evans y Rebecca Hall                                                          |
| 2017 | Cincuenta sombras más oscuras    | Leila Williams                  | Junto a Jamie Dornan y Dakota Johnson                                                      |
| 2020 | Relic                            | Sam                             | Junto a Emily Mortimer, Robyn Nevin                                                        |

## Premios y nominaciones
| Año  | Categoría          | Premio                                          | Trabajo       | Resultado |
| ---- | ------------------ | ----------------------------------------------- | ------------- | --------- |
| 2012 | Intérprete exitosa | Premio del Hamptons International Film Festival | Not Fade Away | Ganadora  |
| 2012 | Foco de atención   | Premio del Hollywood Film Festival              | Not Fade Away | Ganadora  |